# Чемпионат мира по лёгкой атлетике 2019 — эстафета 4×400 метров (мужчины)

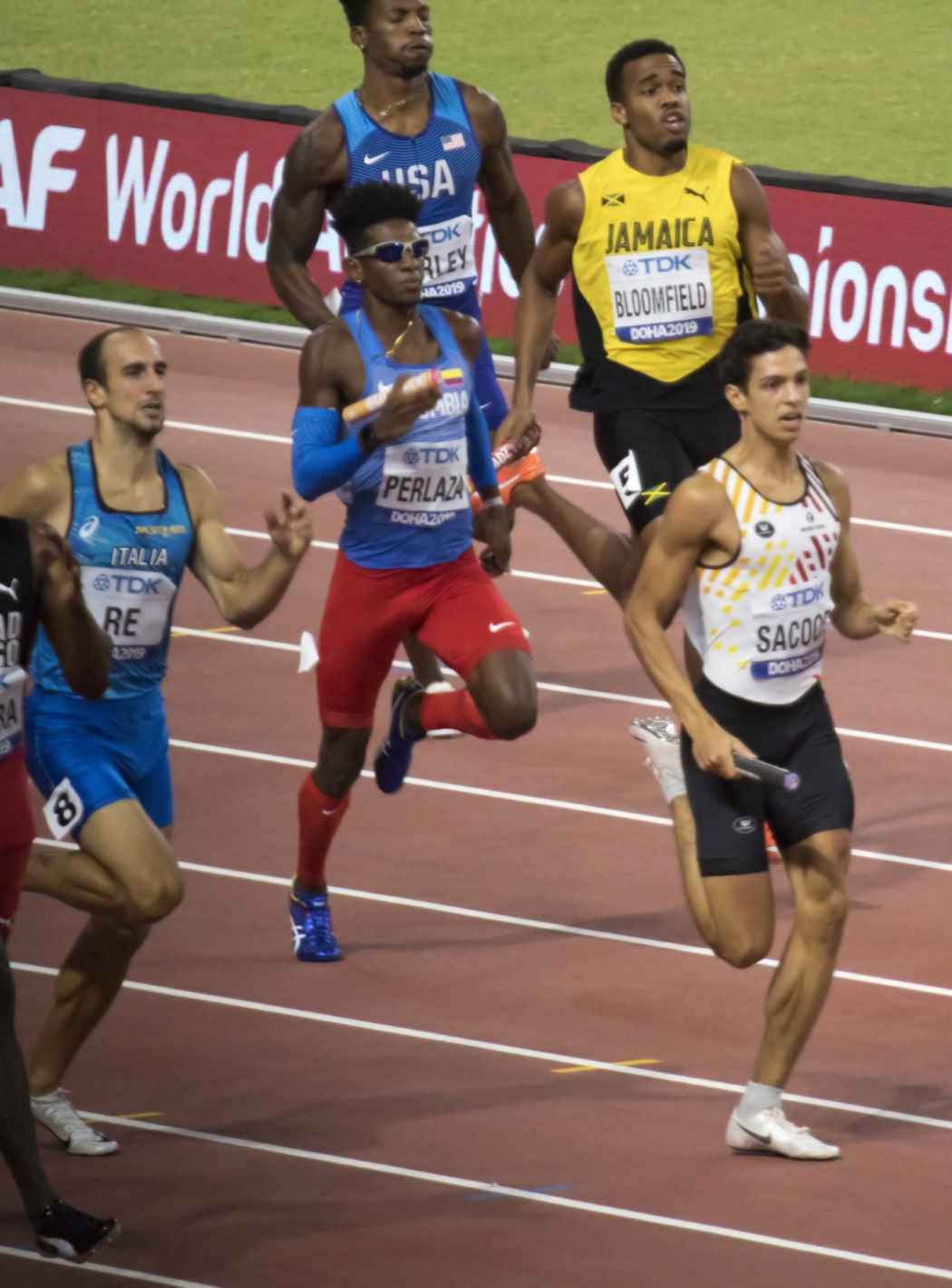
Финальный забег

Соревнования в эстафете 4×400 метров у мужчин на чемпионате мира по лёгкой атлетике 2019 года прошли 5 и 6 октября в Дохе (Катар) на стадионе «Халифа».
Действующим чемпионом мира в эстафете 4×400 метров являлась сборная Тринидада и Тобаго.

## Медалисты

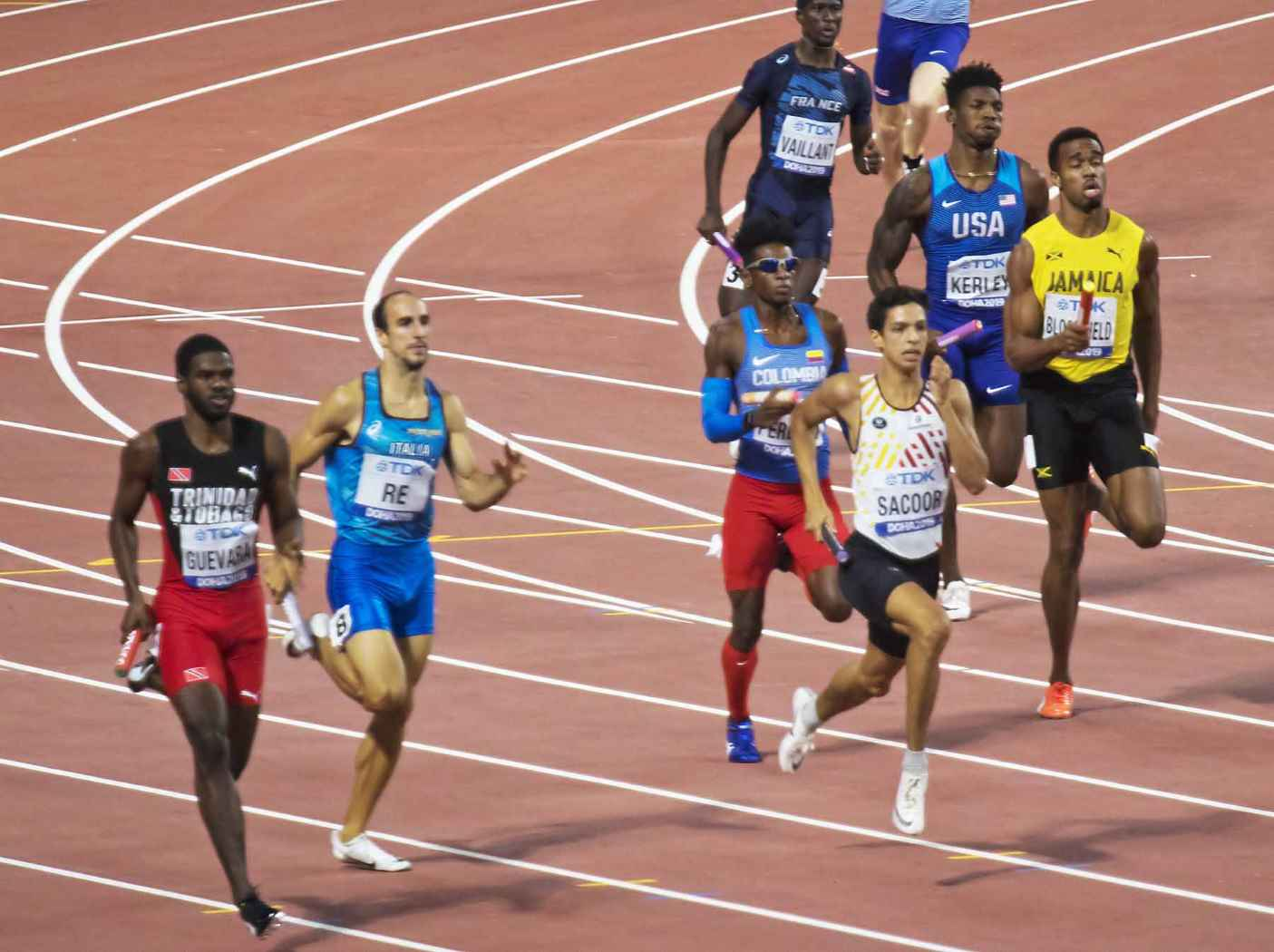
Финал. Первый этап

| Золото | Серебро                                                                                   | Бронза                                                                                    |
| США · Фред Керли · Майкл Черри · Уилберт Лондон · Рэй Бенджамин · Тайрелл Ричард · Вернон Норвуд · Натан Стротер | Ямайка · Аким Блумфилд · Нейтон Аллен · Терри Рикардо Томас · Демиш Гей · Джейвон Фрэнсис | Бельгия · Джонатан Сакур · Робин Вандербемден · Дилан Борле · Кевин Борле · Жюльен Ватрен |

## Рекорды
До начала соревнований действующими были следующие рекорды.
| Мировой рекорд                 | США · Эндрю Валмон · Куинси Уоттс · Батч Рейнольдс · Майкл Джонсон             | 2.54,29 | Штутгарт, Германия | 22 августа 1993 |
| Рекорд чемпионатов мира        | США · Эндрю Валмон · Куинси Уоттс · Батч Рейнольдс · Майкл Джонсон             | 2.54,29 | Штутгарт, Германия | 22 августа 1993 |
| Лучший результат сезона в мире | Техасский университет A&M Брайс Дедмон Роберт Грант Кайри Джонсон Девин Диксон | 2.59,05 | Остин, США         | 7 июня 2019     |

## Отбор на чемпионат мира
К соревнованиям были допущены 16 сильнейших сборных мира. Первые команды-участницы определились в мае 2019 года — ими стали 10 лучших сборных по итогам чемпионата мира по эстафетам, прошедшего в японской Иокогаме. Катар получил допуск как хозяин соревнований, а оставшиеся 5 мест были распределены по итогам рейтинга, составленного на основании результатов, показанных национальными командами в период с 7 марта 2018 года по 6 сентября 2019 года.

## Расписание
| Дата           | Время | Раунд соревнований     |
| -------------- | ----- | ---------------------- |
| 5 октября 2019 | 20:25 | Предварительные забеги |
| 6 октября 2019 | 21:30 | Финал                  |

Время местное (UTC+3:00)

## Результаты
Обозначения: Q — Автоматическая квалификация | q — Квалификация по показанному результату | WR — Мировой рекорд | AR — Рекорд континента | CR — Рекорд чемпионатов мира | NR — Национальный рекорд | WL — Лучший результат сезона в мире | SB — Лучший результат в сезоне | DNS — Не стартовали | DNF — Не финишировали | DQ — Дисквалифицированы

### Предварительные забеги
Квалификация: первые 3 команды в каждом забеге (Q) плюс 2 лучших по времени (q) проходили в финал.

| Место | Команда                                                                     | Забег | Результат | Примечания |
| ----- | --------------------------------------------------------------------------- | ----- | --------- | ---------- |
| 1     | США (Тайрелл Ричард, Вернон Норвуд, Уилберт Лондон, Натан Стротер)          | 1     | 2:59.89   | Q          |
| 2     | Ямайка (Аким Блумфилд, Нейтон Аллен, Терри Рикардо Томас, Джейвон Фрэнсис)  | 2     | 3:00.76   | Q, SB      |
| 3     | Бельгия (Дилан Борле, Жюльен Ватрен, Джонатан Сакур, Кевин Борле)           | 2     | 3:00.87   | Q, SB      |
| 4     | Колумбия (Джон Перласа, Диего Паломеке, Джон Солис, Антони Самбрано)        | 1     | 3:01.06   | Q, NR      |
| 5     | Тринидад и Тобаго (Аса Гевара, Джерим Ричардс, Даррен Альфред, Деон Лендор) | 2     | 3:01.35   | Q          |
| 6     | Франция (Людви Вайян, Кристофер Нальяли, Томас Жордье, Мам-Ибра Анн)        | 2     | 3:01.40   | q, SB      |
| 7     | Италия (Эдоардо Скотти, Владимир Ачети, Маттео Гальван, Давиде Ре)          | 1     | 3:01.60   | Q, SB      |
| 8     | Великобритания (Кэмерон Чалмерс, Рабах Юсиф, Ли Томпсон, Мартин Руни)       | 1     | 3:01.96   | q, SB      |
| 9     | Япония (Джулиан Уолш, Сёта Иидзука, Кэнтаро Сато, Кота Вакабаяси)           | 1     | 3:02.05   | SB         |
| 10    | ЮАР (Тапело Фора, Гардео Айзекс, Ранти Дикгале, Деррик Мокаленг)            | 2     | 3:02.06   | SB         |
| 11    | Чехия (Ян Тесарж, Михал Десенский, Патрик Шорм, Вит Мюллер)                 | 2     | 3:02.97   | SB         |
| 12    | Индия (Джейкоб Амодж, Мухаммед Анас Яхия, Карекоппа Дживан, Ноа Том)        | 2     | 3:03.09   |            |
| 13    | Испания (Оскар Усильос, Самуэль Гарсия, Хулио Аренас, Дарвин Эчеверри)      | 1     | 3:04.27   | SB         |
| 14    | Австралия (Стивен Соломон, Алекс Бек, Маррей Гудвин, Иен Халпин)            | 1     | 3:05.49   |            |
| 15    | Катар (Бассем Хемейда, Абубакер Абдалла, Ашраф Осман, Мохаммед Аббас)       | 2     | 3:06.25   |            |
| 16 !  | Ботсвана (Зибане Нгози, Дитиро Нзамани, Онкабетсе Нкоболо, Леунго Скотч)    | 1     | DQ        |            |

### Финал
Финал в эстафете 4×400 метров у мужчин состоялся 6 октября 2019 года. Начиная с первого этапа, сборная США имела заметное преимущество над остальными соперниками. Единственной командой, которая пыталась навязать сопротивление лидеру, была Ямайка: в начале каждого этапа ямайские бегуны сокращали отставание от американцев, но неизменно проигрывали столько же или больше на заключительной прямой. В таком порядке команды и пересекли финишную линию. За бронзу боролись Бельгия и Колумбия. За последнюю на заключительном этапе выступал Антони Самбрано, серебряный призёр чемпионата в личном беге на 400 метров, однако его класса не хватило, чтобы опередить опытного 31-летнего Кевина Борле.
Сборная США показала 11-й результат в мировой истории и лучший с 2008 года — 2.56,69. Эта победа в эстафете стала для американцев 10-й в истории чемпионатов мира (из 17 возможных).
| Место | Команда                                                                     | Результат | Примечания |
| ----- | --------------------------------------------------------------------------- | --------- | ---------- |
| 1     | США (Фред Керли, Майкл Черри, Уилберт Лондон, Рэй Бенджамин)                | 2:56.69   | WL         |
| 2     | Ямайка (Аким Блумфилд, Нейтон Аллен, Терри Рикардо Томас, Демиш Гей)        | 2:57.90   | SB         |
| 3     | Бельгия (Джонатан Сакур, Робин Вандербемден, Дилан Борле, Кевин Борле)      | 2:58.78   | SB         |
| 4     | Колумбия (Джон Перласа, Диего Паломеке, Джон Солис, Антони Самбрано)        | 2:59.50   | NR         |
| 5     | Тринидад и Тобаго (Аса Гевара, Джерим Ричардс, Деон Лендор, Мейчел Седенио) | 3:00.74   | SB         |
| 6     | Италия (Давиде Ре, Владимир Ачети, Маттео Гальван, Эдоардо Скотти)          | 3:02.78   |            |
| 7     | Франция (Людви Вайян, Кристофер Нальяли, Томас Жордье, Мам-Ибра Анн)        | 3:03.06   |            |
| 8 !   | Великобритания (Кэмерон Чалмерс, Тоби Харрис, Рабах Юсиф, Ли Томпсон)       | DNF       |            |